# サニャレッリ
サニャレッリ(Sagnarelli)は、イタリアのアブルッツォ州が発祥のリボン状のパスタである。端に溝の入った長方形の形をしている。通常、クリームソースをかけて食べるが、不均一な形がソースによく絡むのを助けている。